# Shebaio
Shebaio (Shebayo, Shebaye), indijansko pleme aravačke porodice koji su do nestanka 1700.- te živjeli na jugu i jugozapadu otoka Trinidad, današnji Trinidad i Tobago, pred sjevernom obalom Južne Amerike.
Od njihovog jezika poznato je tek nekih petnaest riječi;, među kojima otac (heia; Heja, kod de Laet), majka (hamma; de Laet), sunce (Wekulüe, Loukotka; Wecoelije, de Laet), i slično.